# That's My Boy (1951)
That's My Boy is een Amerikaanse komische film van Paramount Pictures uit 1951, onder regie van Hal Walker en met Dean Martin en Jerry Lewis in de hoofdrollen.

## Verhaal
De film draait om Junior Jackson, de nerdachtige zoon van twee sportieve ouders. Zijn vader, Jarring Jack Jackson, was in zijn studententijd de topspeler van het American footballteam van Ridgefield College, en zijn moeder is een voormalig Olympisch zwemkampioen. Junior daarentegen geeft niets om sport.
Juniors vaders schaamt zich voor zijn onsportieve zoon. Hij maakt daarom een deal met Bill Baker, de huidige aanvoerder van het Ridgefield College American Footballteam. In ruil voor lesgeld voor zijn studie zal Bill van Junior een professionele footballspeler maken. Junior wordt tot ieders verbazing toegelaten tot het team. Terwijl hij bij het team zit, ontmoet hij Terry Howard. Junior valt als een blok voor haar, maar is te verlegen om haar zelfs maar aan te spreken. Bovendien heeft Terry al een relatie met Bill.
Juniors kansen keren wanneer hij bij een wedstrijd een touchdown scoort, en hij de indruk krijgt dat Terry hem leuk begint te vinden. Bill en Terry blijven Junior steunen met zijn nieuwe zelfvertrouwen, al doen ze dit enkel voor het geld. Wanneer Junior Bill vertelt dat hij Terry ten huwelijk wil vragen, gaat deze door het lint.
Bill wordt vanwege zijn gedrag uiteindelijk van school gestuurd. Junior ontdekt dat Bill en Terry hem enkel hebben geholpen omdat ze ervoor betaald kregen. Hij besluit de twee, en zijn vader, te laten zien dat hij ook zonder hulp een wedstrijd kan winnen. In de climax van de film maakt hij eigenhandig het winnende punt voor zijn team, tot grote trots van zijn vader.

## Rolverdeling
| Acteur           | Personage            |
| ---------------- | -------------------- |
| Dean Martin      | Bill Baker           |
| Jerry Lewis      | 'Junior' Jackson     |
| Ruth Hussey      | Ann Jackson          |
| Eddie Mayehoff   | Jarring Jack Jackson |
| Marion Marshall  | Terry Howard         |
| Polly Bergen     | Betty 'Babs' Hunter  |
| Hugh Sanders     | Coach Wheeler        |
| John McIntire    | Dr. Benjamin Green   |
| Francis Pierlot  | Henry Baker          |
| Lillian Randolph |                      |
| Selmer Jackson   | Doc Hunter           |
| Tom Harmon       |                      |
| Gregg Palmer     |                      |
| Hazel Boyne      |                      |

## Achtergrond
That's My Boy werd opgenomen van 6 december 1950 tot 10 januari 1951. De opnames vonden voornamelijk plaats in en rond het Occidental College in Los Angeles.
De film kreeg een spin-off in de vorm van een televisieserie, die van 1954 tot 1955 werd uitgezonden.

## Prijzen en nominaties
In 1952 werd That's My Boy genomineerd voor een WGA Award in de categorie Best Written American Comedy.